# Trichogramma primaevum
Trichogramma primaevum är en stekelart som beskrevs av Pinto 1992. Trichogramma primaevum ingår i släktet Trichogramma och familjen hårstrimsteklar. Inga underarter finns listade i Catalogue of Life.